# اريك فيرغسون (سياسي)
اريك فيرغسون هو سياسي كندي، ولد في 31 ديسمبر 1930، وتوفي في 23 سبتمبر 2006. حزبياً، نشط في الحزب الكندي التقدمي المحافظ. وقد انتخب عضو مجلس العموم الكندي.